# 주말엔 김덕기와
《주말엔 김덕기와》는 대한민국의 방송국 기독교방송의 라디오 채널 CBS 표준FM에서 주말 저녁 6시 5분 ~ 저녁 7시 55분까지 방송하는 라디오 프로그램이다.

## 개요
기존에 토요일 저녁 6시, 일요일 저녁 6시 45분에 방송됐던 토요일 시사자키, 은혜의 강가로가 2015년 CBS 라디오 가을 개편으로 인해 폐지되고, 새로 신설된 프로그램으로, 뉴스와 음악, 다양한 정보 등을 소개하는 프로그램이다. CBS 김덕기 아나운서가 진행한다.

## 요일별 코너

### 토요일 코너
- 서은영의 서브컬처 이코노미 - 1부
- 이영미의 픽업스포츠 - 2부

### 일요일 코너
- 조우성의 픽업뉴스 - 1부
- 이종대의 서브컬처 IT - 2부

## 같이 보기
- CBS 표준FM
- 기독교방송

| CBS 표준FM 주말 프로그램 |                              |                                                              |
| 이전                     | 주말엔 김덕기와              | 다음                                                         |
| 유영석의 팝콘            | 주말엔 김덕기와              | 오늘 하루 장주희입니다(월~토) 새롭게 하소서(일)              |
| 오후 4시 5분 ~ 저녁 6시  | 저녁 6시 5분 ~ 저녁 7시 55분 | 밤 8시 5분 ~ 밤 9시 30분(월~토) 밤 8시 5분 ~ 밤 8시 35분(일) |
| 정시 CBS 노컷뉴스        | 정시 CBS 노컷뉴스            | 56분 강용주의 건강메모 정시 CBS 노컷뉴스                     |

| 부산CBS 표준FM 주말 프로그램 |                              |                                                              |
| 이전                         | 주말엔 김덕기와              | 다음                                                         |
| 라디오매거진 부산            | 주말엔 김덕기와              | 오늘 하루 장주희입니다(월~토) 새롭게 하소서(일)              |
| 오후 5시 30분 ~ 저녁 6시     | 저녁 6시 5분 ~ 저녁 7시 55분 | 밤 8시 5분 ~ 밤 9시 30분(월~토) 밤 8시 5분 ~ 밤 8시 35분(일) |
|                              | 정시 CBS 노컷뉴스            | 56분 강용주의 건강메모 정시 CBS 노컷뉴스                     |

| 경남CBS 표준FM 주말 프로그램 |                              |                                                              |
| 이전                         | 주말엔 김덕기와              | 다음                                                         |
| 은혜의 동산                  | 주말엔 김덕기와              | 오늘 하루 장주희입니다(월~토) 새롭게 하소서(일)              |
| 오후 5시 30분 ~ 저녁 6시     | 저녁 6시 5분 ~ 저녁 7시 55분 | 밤 8시 5분 ~ 밤 9시 30분(월~토) 밤 8시 5분 ~ 밤 8시 35분(일) |
|                              | 정시 CBS 노컷뉴스            | 56분 강용주의 건강메모 정시 CBS 노컷뉴스                     |

| 대구CBS 표준FM 주말 프로그램 |                              |                                                         |
| 이전                         | 주말엔 김덕기와              | 다음                                                    |
| 오늘도 당신곁에 지영애입니다 | 주말엔 김덕기와              | 오늘 하루 장주희입니다 1부(월~토) 새롭게 하소서(일)     |
| 오후 5시 5분 ~ 저녁 6시      | 저녁 6시 5분 ~ 저녁 7시 55분 | 밤 8시 5분 ~ 밤 9시(월~토) 밤 8시 5분 ~ 밤 8시 35분(일) |
| 정시 CBS 노컷뉴스            | 정시 CBS 노컷뉴스            | 56분 강용주의 건강메모 정시 CBS 노컷뉴스                |

| 광주CBS 표준FM 주말 프로그램 |                              |                                                         |
| 이전                         | 주말엔 김덕기와              | 다음                                                    |
| CBS 매거진                   | 주말엔 김덕기와              | 오늘 하루 장주희입니다 1부(월~토) 새롭게 하소서(일)     |
| 오전 5시 5분 ~ 저녁 6시      | 저녁 6시 5분 ~ 저녁 7시 55분 | 밤 8시 5분 ~ 밤 9시(월~토) 밤 8시 5분 ~ 밤 8시 35분(일) |
| 정시 CBS 노컷뉴스            | 정시 CBS 노컷뉴스            | 56분 강용주의 건강메모 정시 CBS 노컷뉴스                |